# Nicole Muñoz
Nicole Muñoz  (Vancouver, 24 de junio de 1994) es una actriz y modelo canadiense. Conocida por sus papeles en Tooth Fairy y como Cody en Fetching Cody. También participó en la serie Defiance de Syfy en el papel de Christie McCawley.

## Vida y Carrera
Muñoz nació en Vancouver, Canadá. Tiene más de 60 spots publicitarios y 40 créditos de cine y televisión a su nombre. Hizo su debut en televisión en un episodio de Jeremiah. También hizo apariciones especiales en series de televisión como Da Vinci's Inquest, Tru Calling, Stephen King's Dead Zone, Stargate Atlantis y Supernatural. Muñoz obtuvo su primer papel recurrente en 2009 en la serie de televisión de ciencia ficción dramática, Defying Gravity, desafiando el papel de una niña palestina. Entre 2006-2007, también apareció en 4 películas hechas para la televisión. En 2009, hizo una aparición especial en la serie de Syfy, Sanctuary, haciendo de Jessica Mitchell, una joven perdida en un mundo posapocalíptico. 
Muñoz también ha desempeñado pequeños papeles en películas de gran presupuesto rodadas en Canadá como Los 4 Fantásticos, Pathfinder, Another Cinderella Story, Center Stage: Turn It Up y en la protagonizada por Dwayne Johnson, Tooth Fairy. Otras películas que la incluyen son la película de suspenso de HBO, Imaginary Playmatey The Last Mimzy por la que fue una de los nominados para la categoría 29 Young Artist Awards a Mejor Actuación de un Reparto joven. A mediados del 2012, fue elegida para un papel recurrente en Defiance.

## Filmografía
| Año  | Título                   | Rol                   | Notas               |
| ---- | ------------------------ | --------------------- | ------------------- |
| 2005 | Los 4 Fantásticos        | Little Girl           |                     |
| 2005 | Fetching Cody            | Joven Cody            |                     |
| 2006 | The Tooth Fairy          | Pamela Wagner         |                     |
| 2006 | Imaginary Playmate       | Candace Brewer        | Película para la TV |
| 2007 | Nobody                   | Rose                  | Película para la TV |
| 2007 | A Family Lost            | Claire Williamson     | Película para la TV |
| 2007 | Perfect Child            | Lily                  | Película para la TV |
| 2007 | The Last Mimzy           | Niña con tirantes     |                     |
| 2007 | Pathfinder               | Hermana pequeña       |                     |
| 2008 | Another Cinderella Story | Joven Mary - 11 años  | Vídeo               |
| 2008 | Center Stage: Turn It Up | Bella Parker          |                     |
| 2009 | Hardwired                | Jovencita desconocida |                     |
| 2010 | Tooth Fairy              | Kelly                 | Feature             |
| 2010 | Marmaduke                | Tercer OC Chica       |                     |
| 2012 | The Music Teacher        | Molly                 | Película para la TV |
| 2013 | Baby Sellers             | Dolorita              | Película para la TV |
| 2013 | Scarecrow                | María                 | Película para la TV |
| 2013 | Chupacabra vs. The Álamo | Sienna Seguin         | Película para la TV |
| 2017 | Gregoire                 | Laura                 |                     |
| 2017 | Pyewacket                | Leah Reyes            |                     |
| 2017 | Christmas Princess       | Donaly Marquez        | Película para TV    |

| Año           | Título                   | Rol                   | Notas                |
| ------------- | ------------------------ | --------------------- | -------------------- |
| 2004          | Jeremiah                 | Jovencita desconocida | 1 episodio           |
| 2004          | Da Vinci's Inquest       | Hija de Dino          | 1 episodio           |
| 2005          | Tru Calling              | Jovencita desconocida | 1 episodio           |
| 2005          | Stephen King's Dead Zone | Eva Cortes            | 1 episodio           |
| 2005          | Stargate Atlantis        | Hedda                 | 1 episodio           |
| 2007          | Defying Gravity          | Niña palestina        | 4 episodios          |
| 2009          | Sanctuary                | Jessica Mitchell      | 1 episodio           |
| 2013          | Hemlock Grove            | Hermila               | 2 episodios          |
| 2013–presente | Defiance                 | Christie McCawley     | 17 episodios         |
| 2014          | Once Upon a Time         | Lily                  | 2 episodios          |
| 2019          | Van Helsing              | Jack Van Helsing      | 13 episodios         |
| 2020          | Los 100                  | Lucy                  | Episodio: "Anaconda" |